# Чижики
Чижики (Чижикі, пол. Czyżyki) — село в Польщі, у гміні Гайнівка Гайнівського повіту Підляського воєводства. Населення — 90 осіб (2011).

## Історія
Вперше згадується у XVII столітті. Село виникло як колонія села Чижі. У 1975—1998 роках село належало до Білостоцького воєводства.

## Демографія
Демографічна структура станом на 31 березня 2011 року:
|          | Загалом | Допрацездатний вік | Працездатний вік | Постпрацездатний вік |
| -------- | ------- | ------------------ | ---------------- | -------------------- |
| Чоловіки | 42      | 3                  | 27               | 12                   |
| Жінки    | 48      | 10                 | 24               | 14                   |
| Разом    | 90      | 13                 | 51               | 26                   |

## Релігія
В селі є каплиця Святого Юрія.

## Галерея

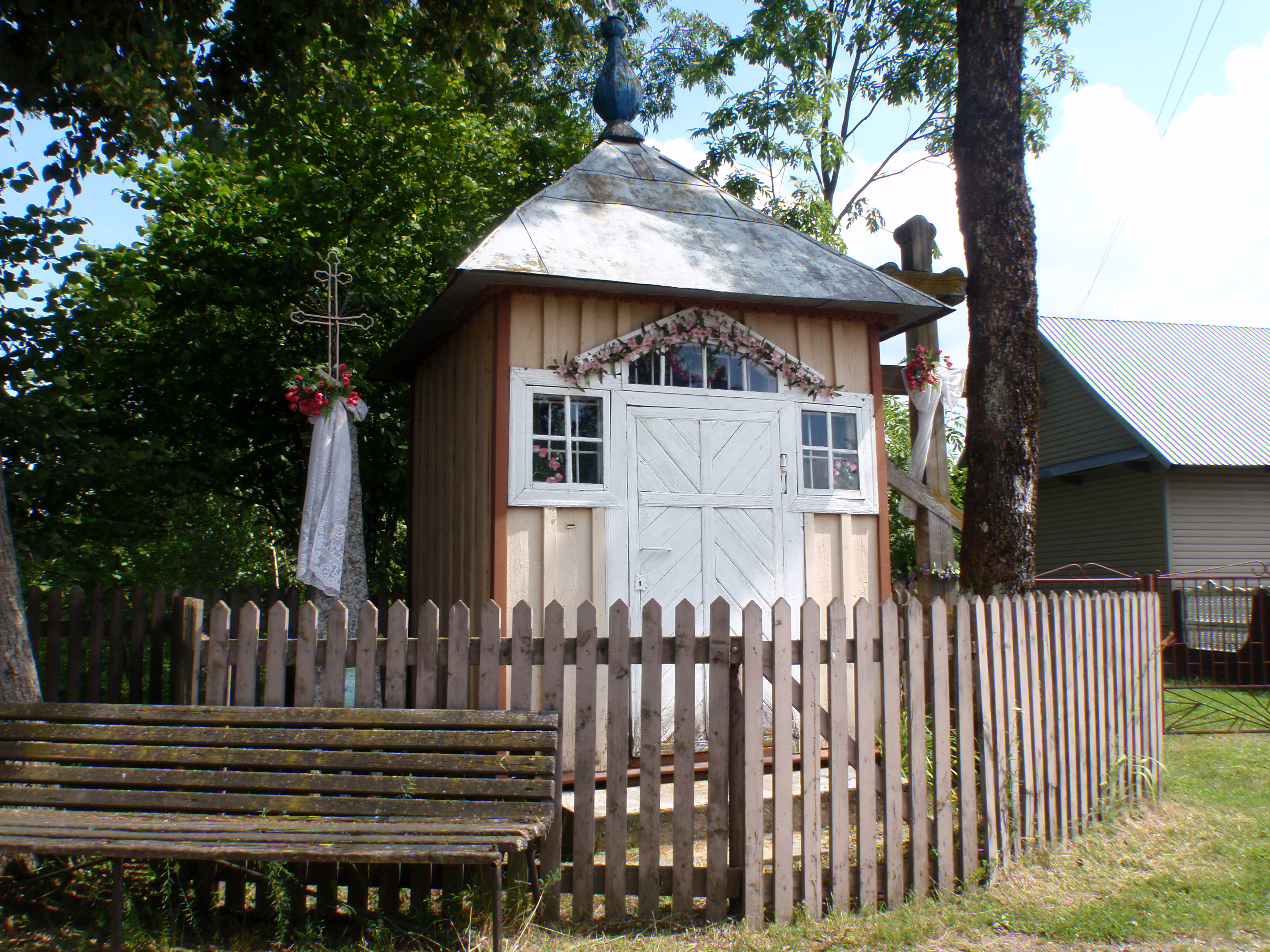
Православна каплиця